# Janthinomyia felderi
Janthinomyia felderi là một loài ruồi trong họ Tachinidae.